# Ivan Neville
Ivan Neville (New Orleans, 19 agosto 1959) è un polistrumentista e cantante statunitense.

## Biografia
Nato a New Orleans (Louisiana), è figlio di Aaron Neville e quindi nipote degli altri componenti del gruppo The Neville Brothers.
Ha pubblicato il suo primo album in studio If My Ancestors Could See Me Now, prodotto da Danny Kortchmar, nel 1988.
Nel corso della sua carriera ha collaborato con diversi gruppi e artisti tra cui Bonnie Raitt, Don Henley, Rufus, Paula Abdul e Robbie Robertson. Nel periodo 1999-2000 ha fatto parte del gruppo Spin Doctors. Nel 2003 ha fondato un suo gruppo chiamato Dumpstaphunk.
Inoltre ha collaborato con i The Rolling Stones in due album, ossia Dirty Work (1986) e Voodoo Lounge (1994). Spesso ha lavorato anche negli album da solista di Keith Richards.
Appare nel film Il mio angolo di paradiso (2011).

## Discografia
- 1988 - If My Ancestors Could See Me Now
- 1994 - Thanks
- 2002 - Saturday Morning Music
- 2004 - Scrape